# La ciudad (Faulkner)

La ciudad (título original: The Town) es una novela del escritor estadounidense William Faulkner. Publicada en 1957, la novela es la segunda de la trilogía sobre los Snopes, iniciada con El villorrio, de 1940  y finalizada con La mansión (The Mansion), de 1959. 
La novela, como la mayoría de las escritas por Faulkner, se desarrolla en el ficticio condado de Yoknapatawpha. La novela tiene tres narradores y cuenta el ascenso de Flem Snopes, que abandona Frenchman's Bend para trasladarse a Jefferson, la capital del condado.

## Argumento
Flem abandona el pueblo rural Frenchman's Bend y, para ganar más dinero y poder, se radica en Jefferson, una ciudad en crecimiento industrial. Consigue un empleo como supervisor en una fábrica, pero decide robar latón de la fábrica y así tener mayores ganancias. 
Eula, su mujer, está cansada de él y lo engaña con Manfred de Spain, que es un rival de Flem en los negocios. Flem se entera de la infidelidad de su esposa pero contiene su odio y su deseo de venganza para dedicarse a crecer en los negocios.
Flem se da cuenta de que el dinero lo manejan los bancos y entra a trabajar en uno. Pronto llega a ser vicepresidente pero, justamente, Manfred de Spain es el presidente. 
Flem, que ya es poderoso, decide  vengarse de Eula y su amante. A ella, que ya está trastornada, la empuja al suicidio. Luego, hace correr el rumor de que su amante era Manfred y que ella se suicidó por su culpa. El descrédito obliga a Manfred a abandonar la ciudad. 
En el final, Flem llega a la cima, pero no se da cuenta de que su hija, Linda Snopes, desconfía de él por el modo en que murió su madre. Y esto es algo que lo complicará en el futuro.